# Коркия, Отар Михайлович
Отар Михайлович Коркия (груз. ოთარ მიხეილის ძე ქორქია; 10 мая 1923, Кутаиси, Грузинская ССР, ЗСФСР, СССР — 15 марта 2005, Тбилиси, Грузия) — советский баскетболист и баскетбольный тренер. Заслуженный мастер спорта СССР (1950), заслуженный тренер СССР (1967). Отличник физической культуры (1947).
Дядя олимпийского чемпиона по баскетболу 1972 Михаила Коркии.

## Биография
Отец — Михаил Дмитриевич, врач и основатель питомника для обезъян в Кутаиси. В 1938 году по ложному доносу арестован и сослан в Казахстан. Отар смог увидеть отца снова только в 1947 году. Мать — Софья Николаевна учитель русского языка.
С 14 лет занимался в спортивной секции Кутаиси легкой атлетикой, но уже в скором времени увлекся баскетболом. Первый тренер — Гиви Киладзе. Вскоре стал одним из лучших игроков детской баскетбольной команды Кутаиси, выигравшей первенство Грузии среди школьников и не уступавшей почетного звания чемпиона до 1941 года.
Выступал за «Динамо» (Кутаиси) (1943—1946) и тбилисское «Динамо» (1947—1958). Чемпион СССР (1950, 1953, 1954), 2-й призер (1947), 3-й призер (1948, 1952). Обладатель Кубка СССР (1949, 1952). В 1954 году признан лучшим игроком чемпионата СССР по баскетболу.
Также в 1947—1955 годах играл за сборную СССР, в 1953—1955 годах был капитаном команды. Трёхкратный чемпион Европы (1947, 1951, 1953).
Отар Коркия завоевал серебряную медаль на летних Олимпийских играх 1952 года и бронзовую медаль на европейском первенстве 1955 года. В чемпионате СССР выигрывал золотые (1950, 1953, 1954), серебряные (1947, 1960) и бронзовые (1948, 1952) медали.
До 1991 года работал тренером в родном «Динамо». В 1962 году привёл тбилисскую команду к победе в Кубке европейских чемпионов.
Главный тренер мужской и женской сборных Кампучии в 70-е гг.
Был директором СДЮШОР по баскетболу в Тбилиси, заместителем председателя президиума Федерации баскетбола Грузинской ССР.
Сын — Нодар Коркия выступал за баскетбольную команду «Динамо» (Тбилиси), племянник — Михаил Коркия, олимпийский чемпион по баскетболу 1972 года.
Скончался 15 марта 2005 года в Тбилиси.

## Награды
- Орден Чести (Грузия) (21.05.1998)[6]
- орден Ленина (27.04.1957) — «за успехи, достигнутые в деле развития массового физкультурного движения в стране, повышения мастерства советских спортсменов, и успешное выступление на международных соревнованиях»
- медаль «За трудовую доблесть»

## Источник
- Генкин З. А., Яхонтов Е. Р. Баскетбол: справочник. — М.: Физкультура и спорт, 1983. — 224 с.